# Pteromalus villosae
Pteromalus villosae är en stekelart som beskrevs av Gijswijt 1999. Pteromalus villosae ingår i släktet Pteromalus och familjen puppglanssteklar.
Artens utbredningsområde är Frankrike. Inga underarter finns listade i Catalogue of Life.